# Carol Menken-Schaudt
Carol Menken-Schaudt, född den 23 november 1957 i Jefferson, Oregon, är en amerikansk basketspelerska som tog tog OS-guld 1984 i Los Angeles. Detta var USA:s tredje OS-guld i dambasket någonsin. Under 1979-1982 spelade hon basket under sin studietid vid Oregon State University.